# Alexandr Uvarov (lední hokejista)
Alexandr Uvarov (rusky : Александр Николаевич Уваров) (7. března 1922, Moskva – 24. prosince 1994) byl sovětský reprezentační hokejový útočník. Je členem Ruské a sovětské hokejové síně slávy (členem od roku 1954).
S reprezentací Sovětského svazu získal jednu zlatou olympijskou medaili (1956). Dále je držitelem jednoho zlata (1954) a dvou stříber (1955 a 1957) z MS.